# ورزشگاه امام خمینی اسلامشهر
ورزشگاه ۷ هزار نفری امام خمینی اسلامشهر واقع در خیابان کاشانی اسلامشهر،ورزشگاه خانگی باشگاه فوتبال آریو اسلامشهر که میزبان بازیهای خانگی آریو اسلامشهر در لیگ آزادگان میزبانی می‌کند.
این ورزشگاه در سالیان اخیر ورزشگاه میزبان بازیهای خانگی تیم فوتبال شهرداری اسلامشهر ، شهید اورکی اسلامشهر و مهر اسلامشهر در لیگ دسته دوم و لیگ دسته سوم و همچنین لیگ اسلامشهر بوده است